# Maison du 2 rue Gambetta à Arpajon
La maison du 2 rue Gambetta est un édifice du XIXe siècle situé à Arpajon, en France.

## Localisation
Le monument est situé dans le département français de l'Essonne, au 02 rue Gambetta.

## Historique
L'édifice est daté de 1830.
La maison est inscrite au titre des Monuments historiques depuis le 11 mai 1987, la porte cochère fait l'objet de la protection.